# Piteå Kommunföretag
Piteå Kommunföretag AB (Pikab) är ett svenskt förvaltningsbolag som agerar moderbolag för de verksamheter som Piteå kommun har valt att driva i aktiebolagsform. Bolaget ägs helt av kommunen.

## Bolag
Källa: 
- AB Pitebo
- Aktiebolaget Pite Energi
- Nolia Aktiebolag (50%)
- Piteå Hamn Aktiebolag
- Piteå Näringsfastigheter Aktiebolag
- Piteå Renhållning och Vatten Aktiebolag
- Piteå Science Park AB